# Ligne de Pont-de-Braye à Blois
La ligne de Pont-de-Braye à Blois est une ligne ferroviaire française à écartement standard et à voie unique non électrifiée. Elle est ouverte le 20 novembre 1881 par la Compagnie des chemins de fer de l'État.

## Chronologie
La courte section entre Pont-de-Braye et la limite du Loir-et-Cher est concédée par une convention signée le 21 avril 1872 entre le conseil général de la Sarthe et la Compagnie du chemin de fer de Paris à Orléans. Elle est déclarée d'utilité publique, à titre d'intérêt local, par un décret le 11 avril 1874.  Cette section est reclassée dans le réseau d'intérêt général par une loi le 28 décembre 1880.
La ligne est déclarée d'utilité publique le 31 décembre 1875. Les travaux de construction de la section de Vendôme à Blois sont autorisés par une loi 14 juin 1878. Une loi du 31 juillet 1879 autorise le ministère des Travaux publics à entamer les travaux de construction de la section de Vendôme à Pont-de-Braye.
- Le 20 novembre 1881, ouverture de la ligne Blois - Pont-de-Braye.
- Le 1er janvier 1938, création effective de la SNCF. Pierre Guinand est nommé président.
- En 1952 fermeture de la section Troô - Pont-de-Braye de la ligne de Pont-de-Braye à Blois.

À partir de 1881 et jusqu’à la fin du second conflit mondial, « un grand train » traversait le département de Loir-et-Cher. Deux sections de lignes étaient en service.
Le train quittait la gare de Blois, à 6h55, et atteignait la gare de Vendôme à 7h56 (distance : 33,1 km). Il desservait les gares de Fossé-Marolles Villemallard, La Chapelle-Vendômoise, Villefrancœur (Le Bois Meslay), arrêt au passage à niveau de Villemardy, Selommes, Coulommiers-la-Tour, Villetrun et, enfin, Vendôme. La ligne existe toujours, mais, elle a été déposée sur 5,8 km  entre Villefrancœur et Selommes. C'est sur cette ligne que se trouve le Tunnel ferroviaire de Saint-Rimay.
À la fin des années 1930 et avec la création de la SNCF, un groupe de pression, le Syndicat national des transporteurs, organisation présidée par le Loir-et-Chérien Georges Litalien, député au début des années 1950, a agi afin de ne pas subir la concurrence de la compagnie nationale des chemins de fer : la liaison entre Blois et Vendôme a donc été interrompue vers 1949/1950. Il ne subsiste aujourd’hui que Blois-Villefrancœur et Vendôme/Selommes, deux sections empruntées par de lourds convois de fret et de céréales de 1 800 tonnes roulant à la vitesse de 40 km/h.

## La ligne aujourd'hui
Depuis Vendôme, la ligne va jusqu’à Trôo où elle est interrompue ; c’est par la « promenade du chemin de fer » que le randonneur atteint Sougé. Quant au tronçon Sougé/Pont-de-Braye, là, la nature a repris ses droits : la ligne a été déposée depuis Trôo et les deux ouvrages enjambant les bras de la Braye sont en l’état de vestiges. Rappelons qu’un train touristique fonctionne entre Thoré-la-Rochette et Trôo durant les mois de juillet et août.
Le long de l’ancienne voie, il reste de nombreux passages à niveau (31 d’après le projet d’origine) et des gares : si certains ne sont plus en service (PN de Villammoy – route de Villebouzon à Budan, par exemple), d’autres, dont les maisons de garde sont habitées par des particuliers, ont été automatisés puisque les deux sections de voie encore existantes sont traversées par le réseau routier.